# 艦船擬人化
舰船拟人化是一种虚构作品类型，其中军舰被拟人为具有人类的品质和特征。
进入2000年代后，武器拟人化的作品在萌拟人化流派中逐渐成为常见类型，尤其是在日本、中华人民共和国、中华民国等地发行的各种漫画和电子游戏的相互影响与合作之下，舰船拟人化形成了该流派中的一大类。

## 流行之前
高雄级重巡洋艦二号舰——愛宕号重巡洋艦内出版的“艦内新聞”《愛宕新聞》在1934年（昭和9年），刊登了两艘舰船的拟人化形象插图，名为「タカ夫君」（高雄）和「アタ子さん」（愛宕）。
在1940年（昭和15年），小磯良平描绘了将三艘日本郵船的日语：（新田丸号、八幡丸号、春日丸号）拟人化为三姐妹的海报海报，而这三艘船之后被海军征用为大鷹级航空母艦（大鷹・雲鷹・冲鷹），因此有时也被认为是船舶拟人化的起源。。
船被拟人化时经常被描绘成女性，因为在英美系国家，船是用女性人称来指代的。

## 发展期
正如上一节所提到的，舰船拟人化本身在第二次世界大战之前就已经出现。另一方面，也可以说1990年代以后兴起的萌拟人化与作为亚文化的舰船拟人化的起源和历史是不同的。

### Model Graphics
1984年创刊的月刊《Model Graphics》（Art Box编辑，大日本绘画出版，以下简称MG）中，有一个名为「艦船ちゃんいらっしゃい」的栏目，用可爱的方式对第二次世界大战时期的舰艇进行了分析和讲解。从1995年中期开始，该杂志以“本月的大舰巨炮少女（日语：今月の大鑑巨砲少女）”为题，开放投稿身着舰装女孩插图的栏目。然而，1995年6月MG上的相关連載是由与该系列关系密切的岡部いさく创作的插图，直到下一期，即1995年7月，才有实际来自舰船拟人化粉丝的读者投稿。。这个项目持续了大约七年，于2002年8月刊结束，此后它基本上被整合到杂志末尾的综合插图部分，尽管“艦船ちゃんいらっしゃい”本身后来仍在继续。
『MG』是一本致力于高达系列的雑誌，积极推出高达的萌拟人化，例如从1987年11月号开始连载数年的「今月のMS少女」。
MS少女的首次出现是在杂志Animec第25期（1982年7月）上，由赤井孝美绘制插图。运行「今月のMS少女」系列的MG启动的「本月的大鑑巨砲少女」，其起源也可以追溯到MS少女。如今已习以为常的舰装少女也沿用了MS少女的设计。然而，有一点不同，「今月のMS少女」是明貴美加的固定连载系列，而「今月の大鑑巨砲少女」则以同人的形式向读者征集插图。

### バトルシップガール
2000年，橋本紡发表了架空战纪《バトルシップガール》（全六卷）。它描绘了一艘名为“ナツミ”的宇宙飞船的英雄事迹，该飞船搭载拥有少女人格的人工智能。

### 軍艦越後的生涯
2001年，中里融司发表了架空战記《軍艦越後的生涯》。作品中描绘了舰艇的少女形态“船魂”寄宿在船上的场景，是现代最早与舰船拟人化有直接联系的作品之一。

### 制服兵器兵站局
2002年以萌拟人化兵器（包括拟人化船只）为主题的插图上传网站「制服兵器兵站局」建立。起初，该网站以萌拟人化的战斗机和客机的帖子为中心，数个月后，它成为了陆海空兵器萌拟人化的综合网站。截至2014年该网站关闭时，尽管该网站对陆海空武器的萌拟人化和相关主题有所限制，仍有超过3000多幅插图被投稿。2014年的关闭还伴随着仅剩少量的插图被保留下来，大部分插图均已散逸，后继的网站现在仅保存着提交的记录。
制服兵器兵站局原先的著名用户有じじ (イラストレーター)、岛田文金、くーろくろ、ZECO。此外，2006年作为专业商业杂志创刊的《MC☆あくしず》，和制服兵器兵站局的运营时期有很大关系，有许多插画家曾在这两者内都从事相关活动。《MC☆あくしず》和该网站对之后的商业作品产生了不俗的影响。

### MC☆あくしず
2006年，从イカロス出版的《MILITARY CLASSICS》杂志分离并独立发刊的《MC☆あくしず》以包括舰船、坦克和軍用機等近代兵器的萌擬人化为特色，该杂志源自一款网页游戏《ブラウザMC☆あくしず -鋼鉄の戦姫-》（Marvelous、2012年 - 2016年），另外还有智能手机应用程序《あくしず☆戦姫   戦場を駆ける乙女たち》（Donuts、2017年 - 2018年）。

### 萌萌2次大战(略)
《MC☆あくしず》发刊的翌年（2007年），SystemSoft Alpha开始发售《大战略》系列的衍生作品《萌萌2次大战(略)》，作品中的拟人化舰船以名为「钢铁少女（日语：鋼の乙女）」的一种单位出现。

### 苍蓝钢铁的琶音
2009年，《苍蓝钢铁的琶音》开始在YOUNG KING OURs上连载。同作では艦が人間と接触するために自らの構成素材である「ナノマテリアル」から生み出した人間体である「メンタルモデル」が登場している。2013年被改编成动画，2019年被改编成游戏APP。

### 鋼鉄少女
2011年，中华民国漫画家、「制服兵器兵站局」投稿者皇宇 (ZECO)在中華民国政府中央研究院发行的《文化振興杂志CCC創作集》的日治台湾漫画作品特集号上投稿了絵物語《陽炎少女 -丹陽-》(2009年)。以此作品为基础，2011年，《Battleship Girl -鋼鉄少女-》在日本的ワニブックス出版的漫画杂志《Comic Gum》连载，直到2012年该杂志休刊。虽然这部作品的设计受到上述作品的影响，但它更侧重于舰船拟人化。由于杂志停刊，该作品尚未完成，但2016年一款可在iOS和Android操作系统上运行手机游戏被发布，包括台湾正体字版和针对中国大陸的簡体字版。

## 舰娘

### 概念确立
2013年，由角川游戏開发，DMM.com代理的网页游戏《舰队Collection》打破了以往以武器拟人化为主要内容的游戏模式，被誉为开创了舰船拟人化风格的游戏。《舰队Collection》于2015年动画化，之后积极进行多媒体组合开发，对后续作品产生了重大影响。

### 舰娘粉丝的出现以及之后
《舰队Collection》在日本的巨大成功也传到了海外，但由于DMM对游戏本身的锁区政策，使得中国大陆和台湾出现了融入《舰队Collection》共同理念的游戏，也被称为“舰队Collection的粉丝（日语：『艦これ』フォロワー）”，以网页游戏和手机应用的形式陆续推出。由于早期发行的部分游戏是《舰队Collection》的盗版，DMM考虑采取「対抗措置を検討する」。然而，DMM对这些盗版作品的非難受到了当地舰队Collection粉丝的批评，并且在网络攻击导致服务器瘫痪后，DMM被迫撤回之前的对抗措施。

#### 战舰少女
在大中华区的舰队Collection粉丝中，2014年开始的《战舰少女》最初受到舰队Collection的强烈影响，但《战舰少女R》作为续作则更加具有独立性，2016年日服引入该游戏。另外在2018年，《苍青幻影》作为为《战舰少女》的外传作品被发布。

#### 舰姬
2017年1月《舰姬》在中国大陸、日本、韩国、繁体字圏（港澳台）、東南亚（新加坡和马来西亚）发行。该游戏具有恋爱游戏的元素，繁体字版（《請命令! 提督SAMA》）ZECO设计客串角色。
另外，与以往“美少女穿上舰装战斗”的拟人化游戏不同，本作中的角色在和平时期为人间体，但在战斗中则化身为真正的舰船，这一点与其他舰船拟人化游戏有所区别（比如《苍蓝钢铁的琶音》的メンタルモデル）。这种拟人化手法一直延续到2019年开始发行的《超次元大海战》。

#### 碧蓝航线
2017年5月，由上海蛮啾网络科技与厦门勇仕网络技术制作，Bilibili发行的《碧蓝航线》不仅保留了舰C以来占主流的模拟游戏要素，还拥有不同于舰C及其后继者的射击游戏要素。

#### 深渊地平线
2018年重慶煜顔文化传播有限公司发表的3D动作角色扮演游戏《深渊地平线》与以往游戏先在中国大陆发行，再拓展至日本等其他市场的主流不同，该游戏开发的目标是同时在日本和中国大陆发行，但由于的中华人民共和国政府审查，中文版在日文版发布两年后才开始服务。

#### 黑潮：深海覺醒
2020年在中华民国发布的《黑潮：深海覺醒》，不同于人類和舰娘协力对抗异形怪物的剧情，该游戏还存在反抗人类的暗堕形态的舰船。

#### Puzzle Girls
2021年在日本发布的《Puzzle Girls》，3マッチパズル方式のゲームシステム和以宇宙为背景的世界观使其与其它艦船擬人化游戏具有差异。

#### 胜利佳丽
2023年，美利坚合众国的Black Chicken Studios发布了《胜利佳丽》，该游戏与其它艦船擬人化作品，包括日本以外的语言版本全部使用日本声優和日語配音不同，舰船会按照她原先所属国家的语言说话，此外所有舰船都由同一位原创插画家绘制。

#### 其他
其他船舶拟人化游戏包括2019年在中国发行的《苍蓝誓约》和2022年在日本发行的《拂晓：胜利之刻》。开发《苍蓝誓约》的公司于2022年继续发行了放置系RPG游戏《誓約少女 〜祝砲の元に集いし戦姫たち〜》。
在中国，艦船擬人化游戏会被简称为「艦○（英语名称的首字母或中文名称第一个字的元音字母）」，比如舰B（碧蓝航线）、舰C（舰队Collection）、舰R（战舰少女R）。